# Šemša
Šemša este o comună slovacă, aflată în districtul Košice-okolie din regiunea Košice. Localitatea se află la altitudinea de 297 m deasupra n.m., se întinde pe o suprafață de 17,17 km2 și în 2017 număra 829 de locuitori.

## Istoric
Localitatea Šemša este atestată documentar din 1280.

## Demografie
| An:                | 1994 | 2004   | 2014   | 2024    |
| ------------------ | ---- | ------ | ------ | ------- |
| Număr de persoane: | 803  | 730    | 786    | 1020    |
| Diferență:         |      | −9,09% | +7,67% | +29,77% |

| An:                | 2023 | 2024   |
| ------------------ | ---- | ------ |
| Număr de persoane: | 1012 | 1020   |
| Diferență:         |      | +0,79% |